# ヴィルソル
ヴィルソル (Wirsol Solar AG) は、国際的エネルギープロバーダーとして、各種規模の太陽光発電所の計画、融資、建設及びメインテナンスに特化している。　同社はドイツに本社を置き、またブラジル、スペイン、イタリア、イギリス、ベルギー、スイス、カナダ、アメリカ、中国、マレーシア、モルジブで支社と事務所を設立している。
同社はソーラーエネルギーに関する全ての技術的及び商業的なサービスを計画段階から据え付け、メインテナンス、そして融資に至るまでカバー。また同社の強みは住宅、工業用、ソーラーエネルギー投資に向けの太陽光発電所、関連商品及びコンプリートシステムの取引、運営＆メンテナンス、ハイブリッドシステム、ディーゼル代用システムなど。

## 会社の歴史
ヴィルソルはMarkus Wirth, Hans Wirth 及び Stefan Rielによって、2003年2月にワグホーゼル (ドイツのカルルスルーエ地域)で設立、太陽光発電に特化。同社は2007年に事務所近くのBruhrain にソーラー・テスト・パークを作った。12ヘクタールの総面積は当時バーデン・ヴュルテンベルク州における最大ソーラー・パークと位置づけられた。
2010年の、役員は当社創始者のMarkus Wirth とStefan Rielから、その後Bernd Kästner、最高財務責任者（CFO）及び、Nikolaus Krane（元Conergy理事会メンバー）、国際金融商品、メガソーラープ・ロジェクト及び国際マーケティングとコミュニケーション担当の二人が加わった。
2010年4月に、同社はF1レースで有名なドイツ、ホッケンハイムリンク 848.88 kWp の太陽光発電システムをインストール。405メートルのレース・トラックに沿って、4716枚の太陽電池モジュールが設置されている。
2011年に、当社は3億1千7百万ユーロの売上高に遂げた。そして、ウィソールはベルリン近くのMixdorfでその年最大のプロジェクトを完成した。この24.1MWpのシステムは81ヘクタールのロシア軍用燃料貯蔵所を再利用。同様に、2012年にはブランデンブルクで昔のAltenoと言う軍事空港を利用して、21MWpのLuckauソーラー・パークをグリッドに接続。

## 国際プロジェクト
ヴィルソルは世界中6200か所以上の太陽光システム（総出力は約440MWp）をインストール、これら操業中のシステムは毎年180,000トンCO2を減少。さらに、アジアとのビジネス関係を更に強化するため、ヴィルソル共同創始者のStefan Rielはドイツソーラー・セクターの最高責任者として中国、北京に移駐し、ヴィルソルソーラー技術（北京）有限会社を設立。
ヴィルソルは様々なプロジェクトの提供者として世界中で活躍。また同社は REM（再生可能・エネルギー・モルジブ）と共同して“ヴィルソルREモルジブ”と言う合弁会社を設立し、モルジブの６島で発電所を建設し、電気は病院と学校に供給されている。さらに、ヴィルソルはスペイン(Bovera, Barcelona)、イタリア(モーラ・ディ・バーリ (Mola di Bari))、ベルギー(ウィルライク (Wilrijk))、コロラド(フォートコリンズ (Fort Collins))に事務所を置き活躍中。

## スポンサーシップ
2011-2012ブンデスリーガサッカーシーズン以来、 ヴィルソルは、TSG 1899ホッフェンハイムの正式なスポンサーとなっている。ジンスハイムで、ヴィルソルはWirsolラインネッカーアレーナにその名称を与えた。ホッフェンハイムはここがホームとなっている。